# Cerhovice
Cerhovice (dt. Zerwitz) ist eine Gemeinde in Tschechien. Sie liegt 30 Kilometer südöstlich von Beroun an der Autobahn 5  und gehört zum Okres Beroun.

## Geschichte
Archäologische Funde belegen eine Besiedlung des Gemeindegebietes während der Bronzezeit.

## Gemeindegliederung
Die Gemeinde Cerhovice besteht aus den Ortsteilen Cerhovice und Třenici.

## Sehenswürdigkeiten
- Kirche des heiligen Martin auf dem Hauptplatz
- Grabmal der Familie Röthlingshöfer